# Ancienne église Notre-Dame-de-l'Assomption de Villeneuve
L'ancienne église Notre-Dame-de-l'Assomption de Villeneuve se situe sur un éperon rocheux près du cimetière. Elle a été le siège de la paroisse jusqu'à 1782, date de la construction de la nouvelle église Notre-Dame-de-l'Assomption, au centre du bourg.

## Histoire et éléments d'intérêt artistique
C'est l'une des plus anciennes églises de la Vallée d'Aoste, puisqu'elle remonte sans doute au deuxième quart du XIe siècle. Elle fut mentionnée pour la première fois dans une bulle pontificale de 1184, parmi les propriétés de la collégiale de Saint-Ours d'Aoste. Le terme latin ecclesia, par lequel elle fut définie, indique sans doute qu'elle constituait déjà le siège de la paroisse.
De nombreuses modifications ont changé sensiblement son aspect au cours des siècles. L'ajout du portique à la façade romane originale date du début du XVe siècle : il s'agit d'un prisme à base quadrangulaire, ouvert vers la partie extérieure en trois arcs et surmonté par un second plan, nommé « paradis », qui atteint presque le toit.
Sur le côté oriental, elle présente trois absides non décorées. À l'intérieur, la structure à trois nefs aboutissant aux trois absides a été conservée. Les nefs latérales sont couvertes par des voûtes en berceau, tandis que la nef centrale par une voûte d'arêtes, remontant à la fin du XVe siècle. Au-dessous du presbytère se trouve la petite crypte du XIe siècle, en forme d'hémicycle, couverte par des voûtes d'arêtes sur des colonnes sans chapiteaux. Le clocher date du XIIe siècle, et présente des petits arcs suspendus à chaque étage, avec des fenêtres simples et jumelées.
Des fouilles ont récemment permis de découvrir des morceaux d'un fresque remontant environ au milieu du XIIIe siècle. On y reconnaît la scène du martyre de Saint Maurice, réalisée par le « Maître de Saint-Pierre », qui résidait au château Sarriod de la Tour.

## Galerie de photos

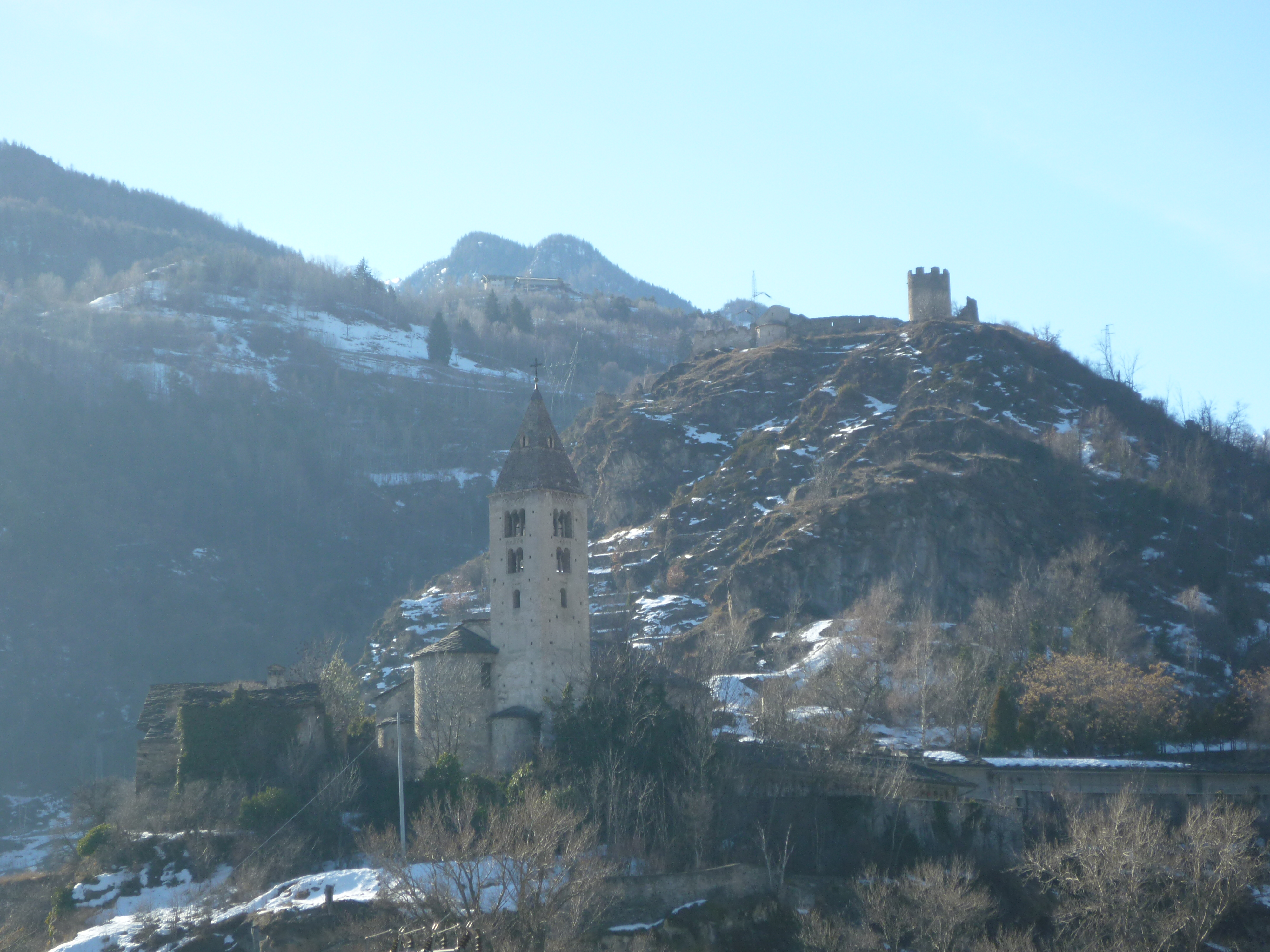
L'église et le Châtel-Argent
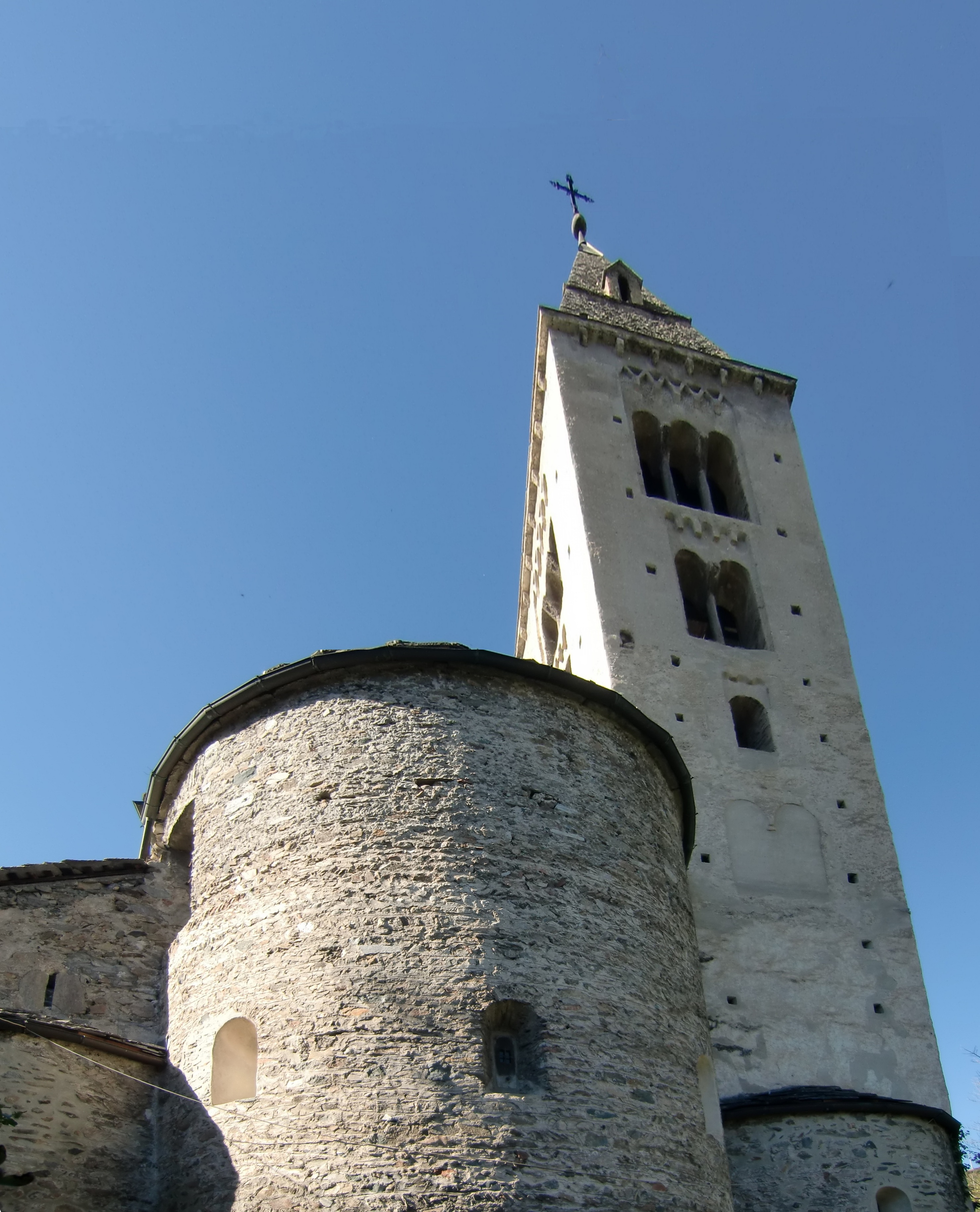
Le côté oriental, le clocher et les absides romanes
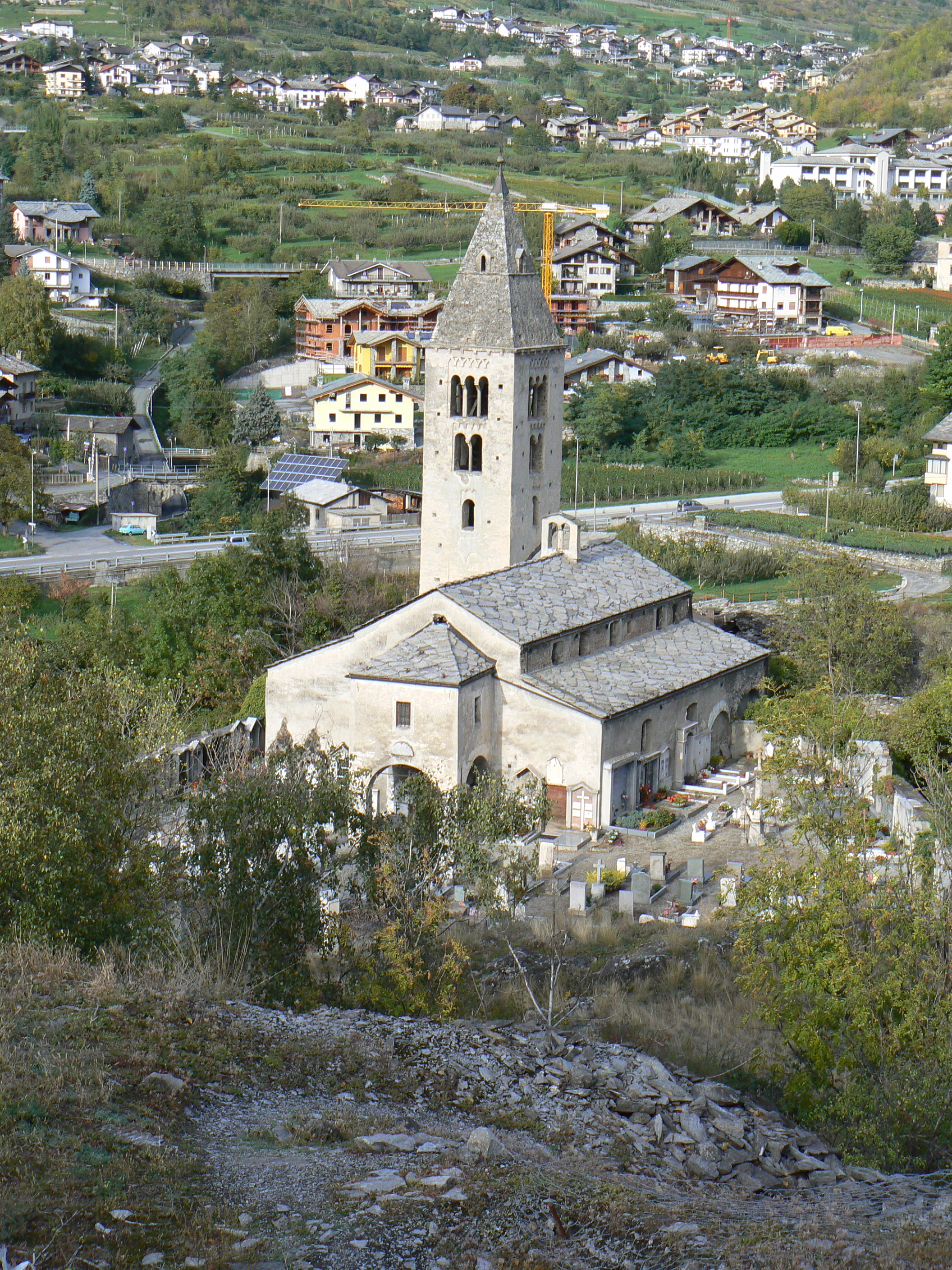
L'église vue du Châtel-Argent